# Liste der Baudenkmale in Lützow (Mecklenburg)
In der Liste der Baudenkmale in Lützow sind alle denkmalgeschützten Bauten der mecklenburgischen Gemeinde Lützow und ihrer Ortsteile aufgelistet. Grundlage ist die Veröffentlichung der Denkmalliste des Kreises Nordwestmecklenburg mit dem Stand vom 16. September 2020. 

## Baudenkmale nach Ortsteilen

### Lützow
| ID   | Lage                         | Bezeichnung                                                                                  | Beschreibung | Bild                                                                             |
| ---- | ---------------------------- | -------------------------------------------------------------------------------------------- | --- | -------------------------------------------------------------------------------- |
| 1614 |                              | Vermessungsstein, FF-Stein, Flur 3, Flurstück 243                                            | |                                                                                  |
| 909  | Bahnhof 1 (Karte)            | Bahnhof m. Empfangsgebäude, m. Güterabfertigung und Nebengebäude mit integriertem Wasserturm | | Weitere Bilder                                                                   |
| 912  | Lindenallee 14 c             | ehem. Kate                                                                                   | |                                                                                  |
|      | Lindenallee 15, 16 (Karte)   | Bauernhaus                                                                                   | | Bauernhaus                                                                       |
| 911  | Schloßstraße 1 (Karte)       | Gutshaus mit Park und Ehrenhain der Familie des Grafen Adolf Graf Bassewitz-Behr             | Neogotischer, 2-gesch., sanierter Putzbau von 1876 um einen Innenhof angeordnete Anlage mit zwei 4-gesch. Türmen, Sockel- und Mezzaningeschossen, Zinnen, Ziergiebeln und Erker sowie englischen Landschaftspark und neogotisches Mausoleum von vor 1850, nach 1945 Betriebsberufsschule der Bahn, nach 2005 u. a. Reitakademie, Gut der Grafen von Bassewitz und der Familie von Behr. | Gutshaus mit Park und Ehrenhain der Familie des Grafen Adolf Graf Bassewitz-Behr |
| 908  | Schweriner Straße 31, 32     | Wohnhaus                                                                                     | |                                                                                  |
| 915  | Schweriner Straße 25 (Karte) | Scheune                                                                                      | | Scheune                                                                          |
| 916  | Wittenburger Straße          | Schmiede                                                                                     | | Schmiede                                                                         |

### Kaeselow
| ID  | Lage         | Bezeichnung                    | Beschreibung | Bild |
| --- | ------------ | ------------------------------ | --- | ---- |
| 730 | Dorfstraße 4 | Gutshaus                       | Historisierendes (Tudorstil), 1-gesch., 11-achs. Putzbau von um 1860 mit Satteldach, Mezzanin- und Sockelgeschoss sowie 2-gesch. Mittelrisalit, Gutsbesitz u. a.: Familien von Schwerin (1754), von Billerbeck (1766), Lichtwark (1784), von Brock (1809), von Oertzen (ab 1878) und von Both (ab 1901). |      |
| 729 | Dorfstraße 7 | Pferdestall m. Kutscherwohnung | |      |

### Rosenow
| ID   | Lage        | Bezeichnung                                          | Beschreibung | Bild                                                 |
| ---- | ----------- | ---------------------------------------------------- | ------------ | ---------------------------------------------------- |
| 1223 | (Karte)     | Gedenkstätte von Theodor Körner, bei Rosenow im Wald |              | Gedenkstätte von Theodor Körner, bei Rosenow im Wald |
| 1221 | Dorfmitte 3 | Bauernhaus                                           |              |                                                      |
| 1222 | Dorfmitte 8 | Bauernhaus                                           |              |                                                      |

## Quelle
- Denkmalliste des Landkreises Nordwestmecklenburg (Stand: 9. November 2023; PDF, 1,2 MByte)